# Konrad Schuller
Konrad Schuller (* 7. Mai 1961 in Brașov, Rumänien) ist ein deutscher Journalist und Buchautor. 

## Leben
Schuller gehört der deutschsprachigen Minderheit der Siebenbürger Sachsen in Rumänien an. Er wanderte mit 15 Jahren mit seinen Eltern, dem Gymnasiallehrer Walter Schuller (1930–2010) und der Autorin Bettina Schuller (1929–2019), in die Bundesrepublik aus. Nach einem Studium der Geschichte und der Volkswirtschaftslehre absolvierte er an der Münchner Journalistenschule eine Ausbildung zum Journalisten. 1990 bis 1992 arbeitete er beim deutschen Dienst der BBC, dann trat er in die Redaktion der Frankfurter Allgemeinen Zeitung (FAZ) ein. Zwischen 1995 und 2001 arbeitete Schuller dort als Berlin-Korrespondent. Im Jahr 2001 gehörte er zur Gründungsredaktion der Frankfurter Allgemeinen Sonntagszeitung (FAS), für die er bis 2004 als außenpolitischer Korrespondent berichtete. Von 2004 bis 2018 war Schuller FAZ-Korrespondent für Polen und die Ukraine. Seitdem arbeitet er wieder im Berliner Büro der FAS.
Er ist der Vater der Schauspielerin Lina Schuller.

## Überwachung durch den SBU
Im Oktober 2010 räumte der damalige Chef des ukrainischen Geheimdienstes SBU, Walerij Choroschkowskyj, in einem Interview ein, dass Schuller zeitweise von Agenten des SBU überwacht worden sei. Die Überwachung begann unter Präsident Juschtschenko und wurde von Präsident Janukowytsch zuerst dementiert, dann beendet. Der behauptete Anlass der Überwachung, Unsicherheiten seiner Akkreditierung, wurde von Schuller als unglaubwürdig zurückgewiesen. Überwachungsgründe seien eher seine Publikationen.

## Publikationen
Schuller ist Autor des 2009 erschienenen Buches Der letzte Tag von Borów, eine Reportage über das Massaker von Borów von 1944.
2014 wurden unter dem Titel Ukraine: Chronik einer Revolution seine in der FAZ erschienenen Reportagen, Berichte und Analysen aus der Zeit von November 2013 bis Ende Mai 2014 über die Ereignisse des Euromaidans in Buchform veröffentlicht.

## Werke
- Der letzte Tag von Borów – Polnische Bauern, deutsche Soldaten und ein unvergangener Krieg. Herder, Freiburg 2009, ISBN 978-3-451-30116-2 (Übersetzung ins Polnische erschienen 2011).
- Ukraine: Chronik einer Revolution. edition.fotoTAPETA, Berlin 2014, ISBN 978-3-940524-29-4 (Einleitung als frei zugängliche Leseprobe).

## Auszeichnungen
- 2012: Liberty Award[7] für seine Berichterstattung über die Ukraine und den Prozess gegen die frühere ukrainische Regierungschefin Julija Tymoschenko.[8]
- 2012: Deutsch-Polnischer Journalistenpreis[9] für die FAZ-Reportage Der neue Schlesier vom Mai 2011.[10]
- 2014: n-ost-Reportagepreis für die FAZ-Reportage Warten auf Beluga vom Juni 2013.[11]
- 2015: Theodor-Wolff-Preis[12] für die FAS-Reportage Dann nehmen sie Anlauf und werfen über den Ukrainekonflikt vom Januar 2014.[13]